# Giulio Blais
Giulio Blais (Susa, 24 novembre 1869 – Susa, 20 luglio 1966) è stato un generale italiano che si distinse nel controspionaggio militare e nella lotta alla mafia.

## Biografia
Frequentò il Collegio Militare di Milano da cui, dopo la maturità, passò all'Accademia Militare di Fanteria e Cavalleria di Modena. Ne uscì nel 1889 col grado di sottotenente di fanteria: l'8 settembre dello stesso anno prestò giuramento di fedeltà a Sassari.
La sua prima destinazione fu all'isola d'Elba, assegnato al 47º reggimento fanteria.
Transitato nel 1891 nel corpo degli Alpini, dopo una breve permanenza al 4º reggimento alpini, fece domanda per entrare nell'Arma dei Carabinieri Reali:  vinse il concorso e poté fregiarsi nel 1896 degli alamari dei Carabinieri. 
Venne assegnato a Firenze e nel 1897 a Roma, nella compagnia di Prati di Castello. Tenuto conto delle sue qualità di cavaliere, della sua serietà e della sua prestanza, fu incaricato di comandare la scorta a cavallo che accompagnava Re Umberto nelle sue batture di caccia a Castel Porziano. Tanto fu apprezzato in quelle circostanze che il Sovrano gli fece dono di un magnifico cavallo.

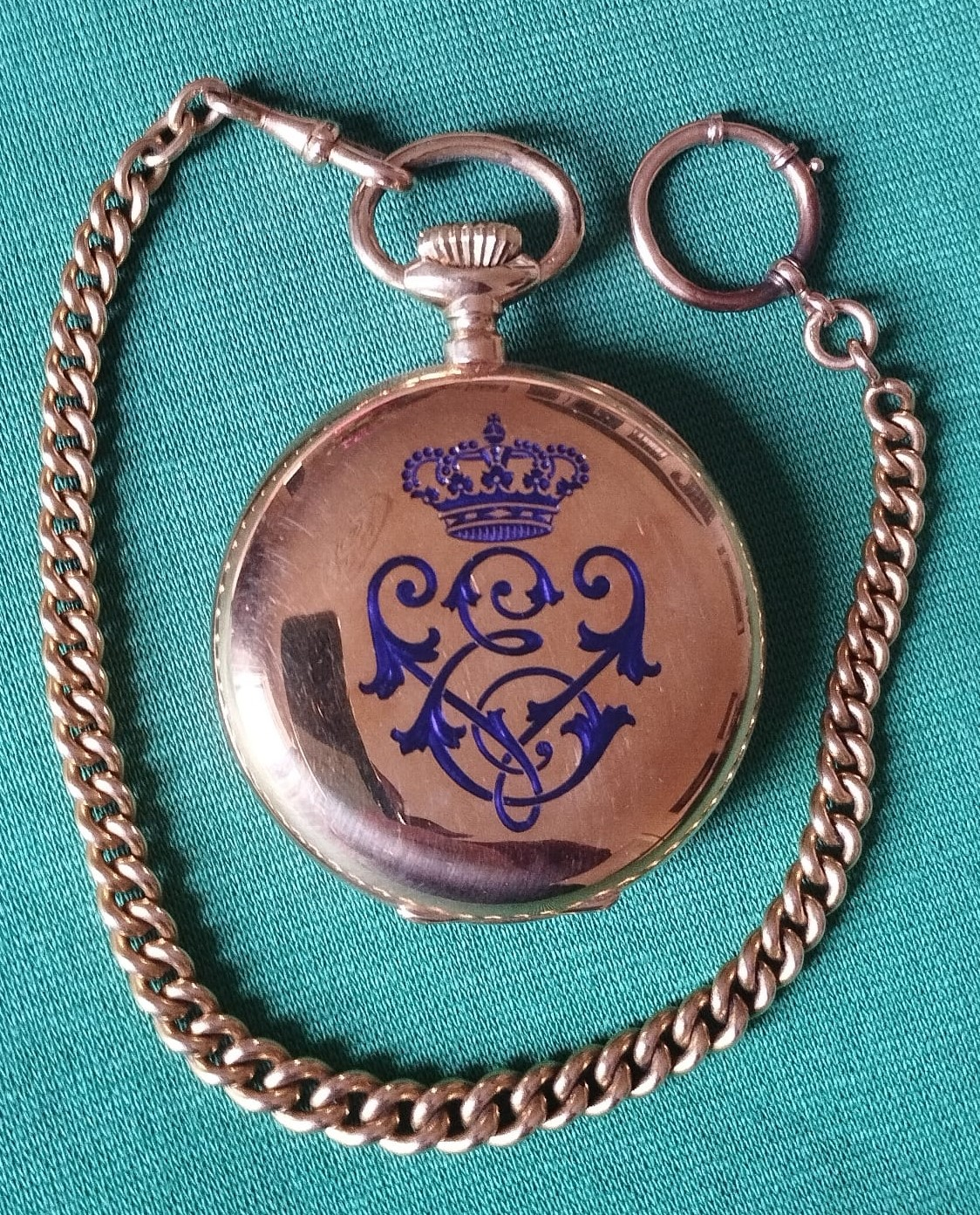
Retro dell'orologio regalato da Vittorio Emanuele III a Giulio Blais

Dopo l'assassinio di Umberto I, Vittorio Emanuele III, in segno di riconoscenza, gli offrì un orologio da panciotto in oro, della manifattura Hausmann, recante le iniziali VE intrecciate e smaltate.
L'inizio del XX secolo vede l'istituzione del controspionaggio italiano ed il Tenente Blais vi venne assegnato. La sua padronanza delle lingue straniere, la sua preparazione culturale e le sue qualità intellettuali lo posero all'attenzione dei superiori che gli affidarono incarichi di crescente responsabilità. 
Nel 1904 arrestò a Messina il Capitano del Regio Esercito Gerardo Ercolessi, reo di passare ai francesi informazioni militari segrete. Promosso capitano nel 1907 e maggiore nel 1915,
rimase nel controspionaggio fine al termine della prima guerra mondiale, lavorando presso l'ufficio informazioni preposto al coordinamento dell'intelligence italiana e avente funzioni di polizia e di controspionaggio, sotto la direzione del Colonnello Felice De Chaurand de Saint Eustache.  Durante la Grande Guerra prestò servizio a Udine e a Venezia sotto copertura di funzionario dell'Ufficio talassografico.
All'atto di comporre la delegazione italiana per la partecipazione al Trattato di Versailles, il Comando Supremo Militare italiano indicò il suo nome; ma il comando dell'Arma, avvalendosi delle sue prerogative, ritenendolo indispensabile in Patria, non autorizzò la sua partecipazione. Fu poi promosso tenente colonnello, e dopo il conflitto rientrò nei ranghi normali dell'Arma per essere destinato in Libia, quale Comandante della Divisione Carabinieri Reali. 
Diresse le operazioni per l'occupazione di Zavia - Agilat, meritando una Croce al merito di guerra.
Al termine del servizio a Tripoli rientrò in Patria e da colonnello comandò la Legione Carabinieri di Chieti (1921-1923). Dal 1923 al 1925 comandò la Legione Allievi Carabinieri di Torino. 
Promosso generale di brigata nel 1927 fu Ispettore della VI Zona Carabinieri Reali di stanza a Palermo. Questa Zona aveva alle dipendenze le Legioni Carabinieri Reali di Palermo e di Messina, le Divisioni Carabinieri Reali di Tripoli e di Bengasi, la compagnia Carabinieri dell'Eritrea, e il corpo Zaptié della Somalia italiana. Posto in congedo per raggiunti limiti di età nel 1931, nel 1934 ricevette la promozione a generale di divisione in ausiliaria. Risiedette a Torino dal 1931 al 1942 per poi spostarsi definitivamente nella sua proprietà di Susa. Nel 1945, con voto unanime, il Comitato di Liberazione l'aveva designato primo sindaco della città, ma il Blais declinò l'invito.

## Onorificenze
- Encomiato dal Min. dell'Interno per l'efficace cooperazione di servizio prestato in occasione delle solenni funzioni religiose tenutesi in S.Pietro il 16-4-1899
- Encomiato dal Min. dell'Interno per il modo lodevole con cui diresse ed attese ai vari servizi d'ordine eseguiti nella capitale in occasione dei funerali di Re Umberto I e del giuramento di S.M. Vittorio Emanuele III (lettera del Prefetto di Roma del 9-8-1900)
- Encomiato dal Min. dell'Interno per lo zelo speciale con cui cooperò alla esecuzione dei servizi nella capitale in occasione del 1º anniversario della morte di S.M. Umberto I (28-8-1901)

- Encomiato dal Min. dell'Interno pel modo veramente ordinato con cui procedettero i servizi inerenti alla grande cerimonia del Pantheon che ebbe luogo il 15-1-1902 in memoria di S.M. il Re Vittorio Emanuele II (lettera del Prefetto di Roma del 20-6-1902)
- Encomiato perché in occasione di delitto di spionaggio militare, spiegò opera pronta, intelligente e avveduta, riuscendo ad assicurare alle punitive giustizie non solo i rei di così nefando delitto contro la patria, ma a raccogliere a carico dei medesimi prove innegabili che fornirono ai giudici popolari elementi di assoluta convinzione tali che i colpevoli vennero condannati a pene esemplari (Lettera del comandante generale dell'Arma n. 50/2 e lettera del comando del Corpo di S.M. n. 935 reparto operazioni).

- Encomiato solennemente dal comando generale dell'Arma: Generale ispettore di zona della Sicilia diede prova tangibile della sua particolare perizia nel disciplinare i servizi d'istituto in modo da mantenere perfetta l'unicità d'indirizzo fra i vari comandi dipendenti ottenendone il maggior rendimento nella lotta per l'epurazione dall'isola della malvivenza e della mafia (aprile 1928)

## Vita privata
Sesto ed ultimo figlio del Cav. Giuseppe Blais e di Adele Grasset, si sposò nel 1900 (con autorizzazione Sovrana) con Augusta Catalani.
È stato il capostipite di un nutrito gruppo di discendenti che abbracciarono la carriera militare: dai tre nipoti Gustavo Vallero, Valerio Vallero e Giuseppe Blais (marito di Maria Pia di Sassonia Coburgo Braganza), passando dal figlio Mario, Grande Invalido di Guerra, agli abiatici Giorgio e Valerio Blais. Tranne i fratelli Vallero, caduti durante la prima guerra mondiale, tutti gli altri raggiunsero il grado di generale. Morì a 96 anni, dopo essere diventato bisnonno due volte.